# Aserbaidschanische Staatliche Wirtschaftsuniversität

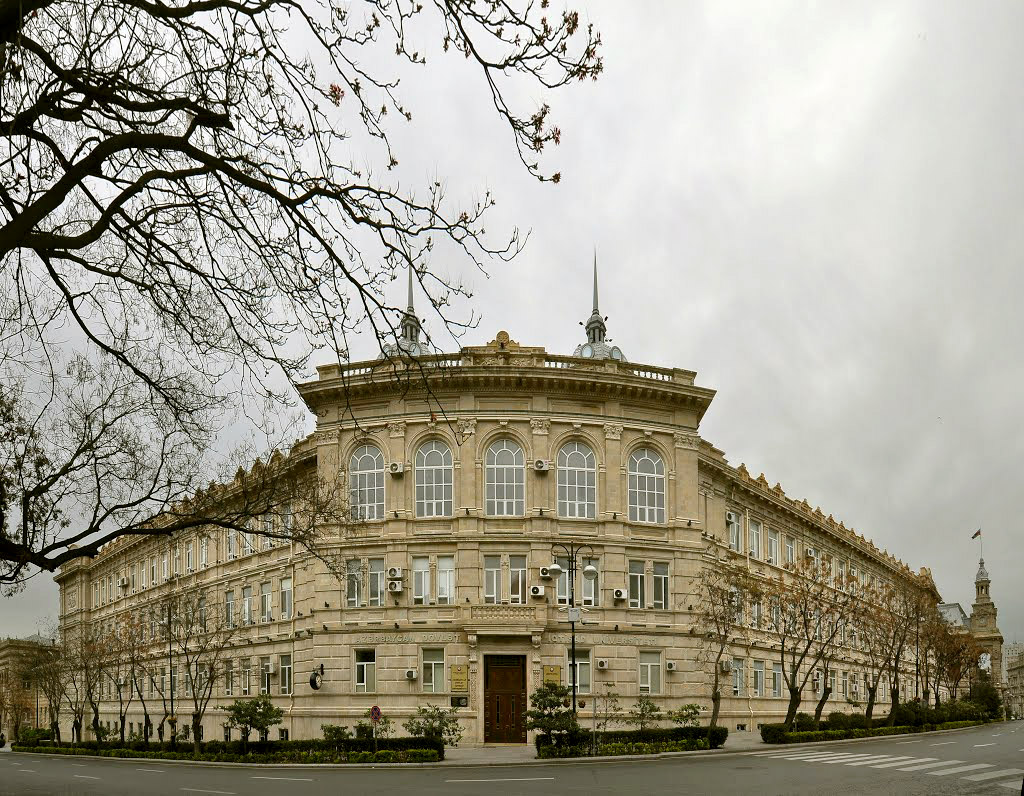
Residenz der Aserbaidschanischen Staatlichen Wirtschaftsuniversität in der Istiglaliyyat-Straße Baku

Die Aserbaidschanische Staatliche Wirtschaftsuniversität (ASWU; aserbaidschanisch Azərbaycan Dövlət İqtisad Universiteti, ADİU) ist eine Universität in Baku, Aserbaidschan. Die ASWU wurde 1930 gegründet und ist eine der größten Bildungseinrichtungen im Südkaukasus. Die ASWU hat 14 Fakultäten, an welchen (2019) 18.000 Studenten ausgebildet werden. In 57 Studienrichtungen werden Masterstudiengänge angeboten. Von den etwa 1000 Lehrkräften darunter 62 Professoren und 344 Dozenten sind auch Mitglieder der Aserbaidschanischen Nationalen Akademie der Wissenschaften sowie der New York Akademie der Wissenschaften.
Die ASWU ist Vollmitglied der European University Association, der Federation of the Universities of the Islamic World, des Universitätsrates der Organisation für wirtschaftliche Zusammenarbeit am Schwarzen Meer und der Eurasian Association of Universities.

## Geschichte
Ursprünglich war die ASWU eine Abteilung der  Staatlichen Universität Baku, sie wurde 1934 als eigenständige und  unabhängige Einrichtung ausgegliedert. Im Laufe der Jahre wurde ihr Name mehrmals geändert und sie wurde mehrmals wieder zusammengelegt und von der Staatsuniversität getrennt, zuletzt 1966. 1987 wurde der Name in Finance-Economic Institute geändert; und im Jahr 2000 wurde der Name durch ein Gesetz der aserbaidschanischen Regierung in die heutige Form geändert.
Im Jahr 2007 wurden ein Bibliotheks- und Informationszentrum sowie ein Studentenkarrierezentrum an der ASWU eröffnet. Außerdem wurde ein neues 7-stöckiges Bildungsgebäude eröffnet, das den höchsten internationalen Standards entspricht. Im selben Jahr erhielt ASUE die Auszeichnung „European Quality“ und den European Club of Rectors und die Europäische Universitätsvereinigung.
Die strategische Richtung der ASUE-Entwicklung bestand darin, den Bildungsprozess bis 2010 an die internationalen Standards anzupassen, den internationalen Akkreditierungsprozess abzuschließen und die vollständige Einhaltung des Bologna-Prozesses sowie eine aktivere Teilnahme am internationalen Markt für Bildungsdienstleistungen sicherzustellen. Derzeit wird die Universität von Rektor Professor Adalat Muradov und fünf Vizerektoren geleitet.